# Obloha

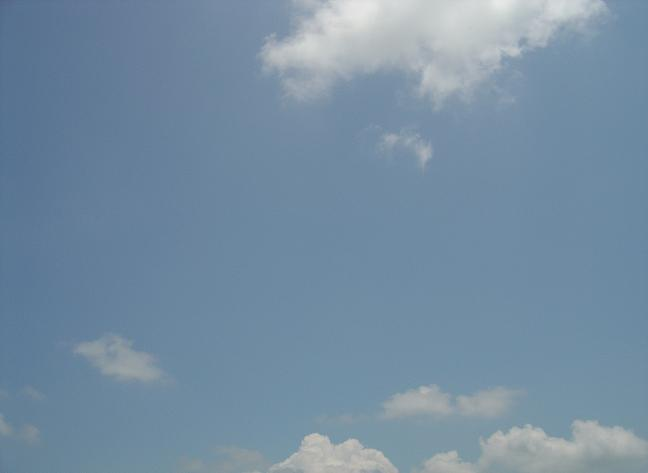
Typická denní obloha

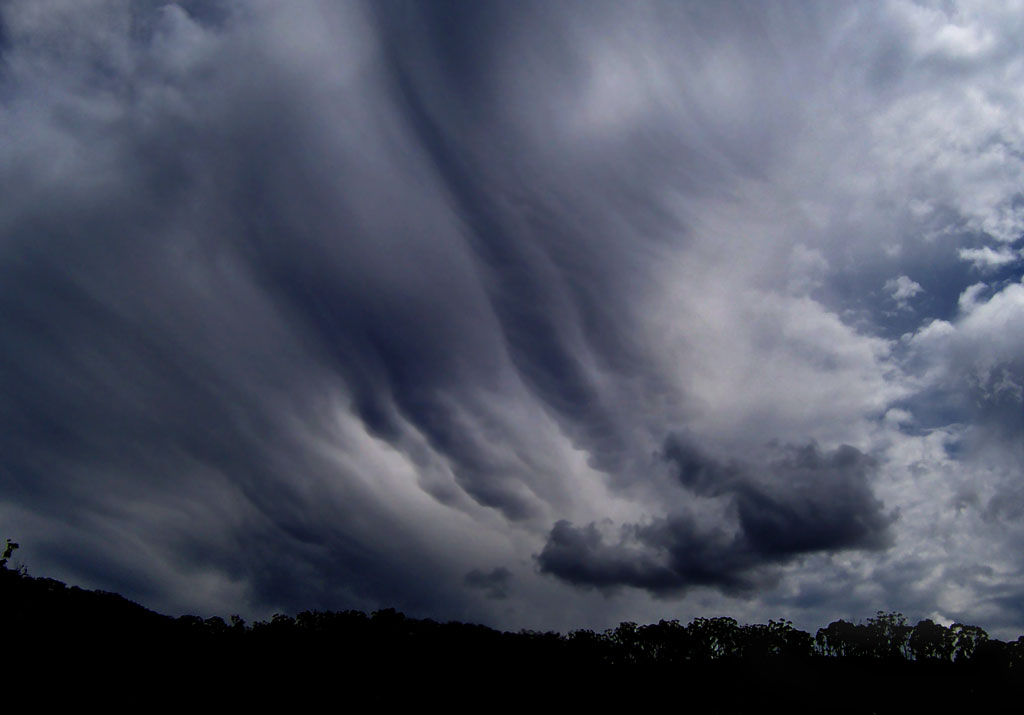
Obloha za větrného oblačného počasí

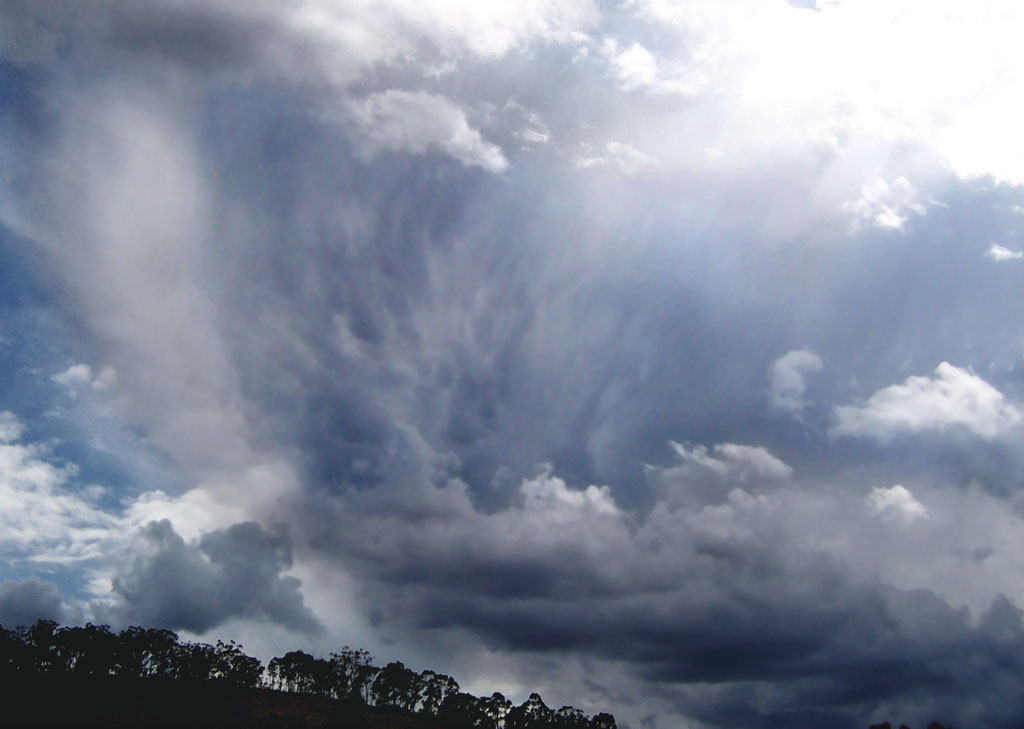
Bouřková obloha

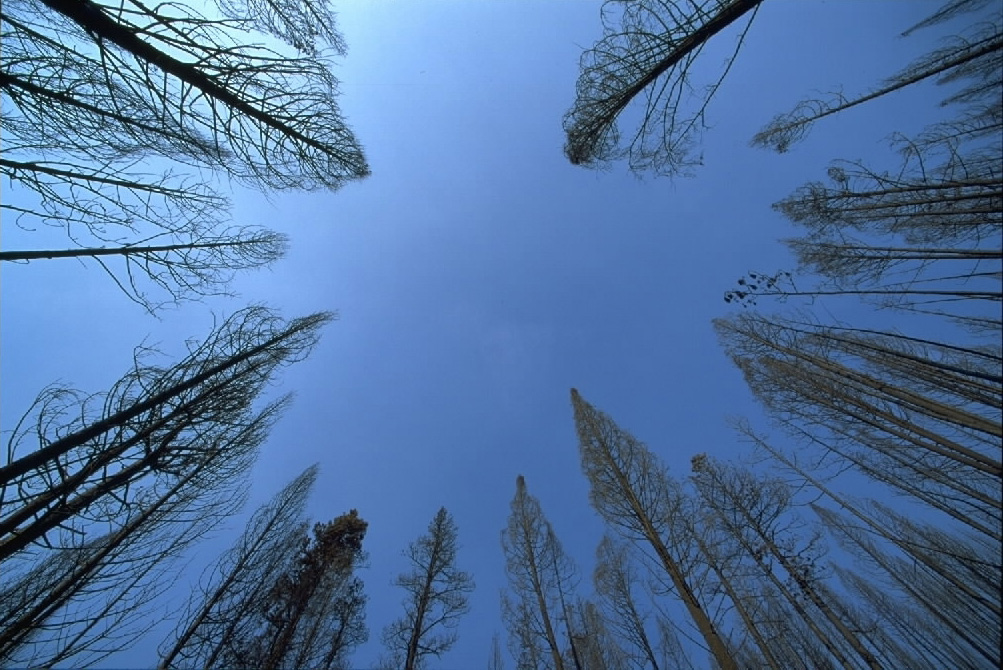
Pohled na oblohu do zenitu

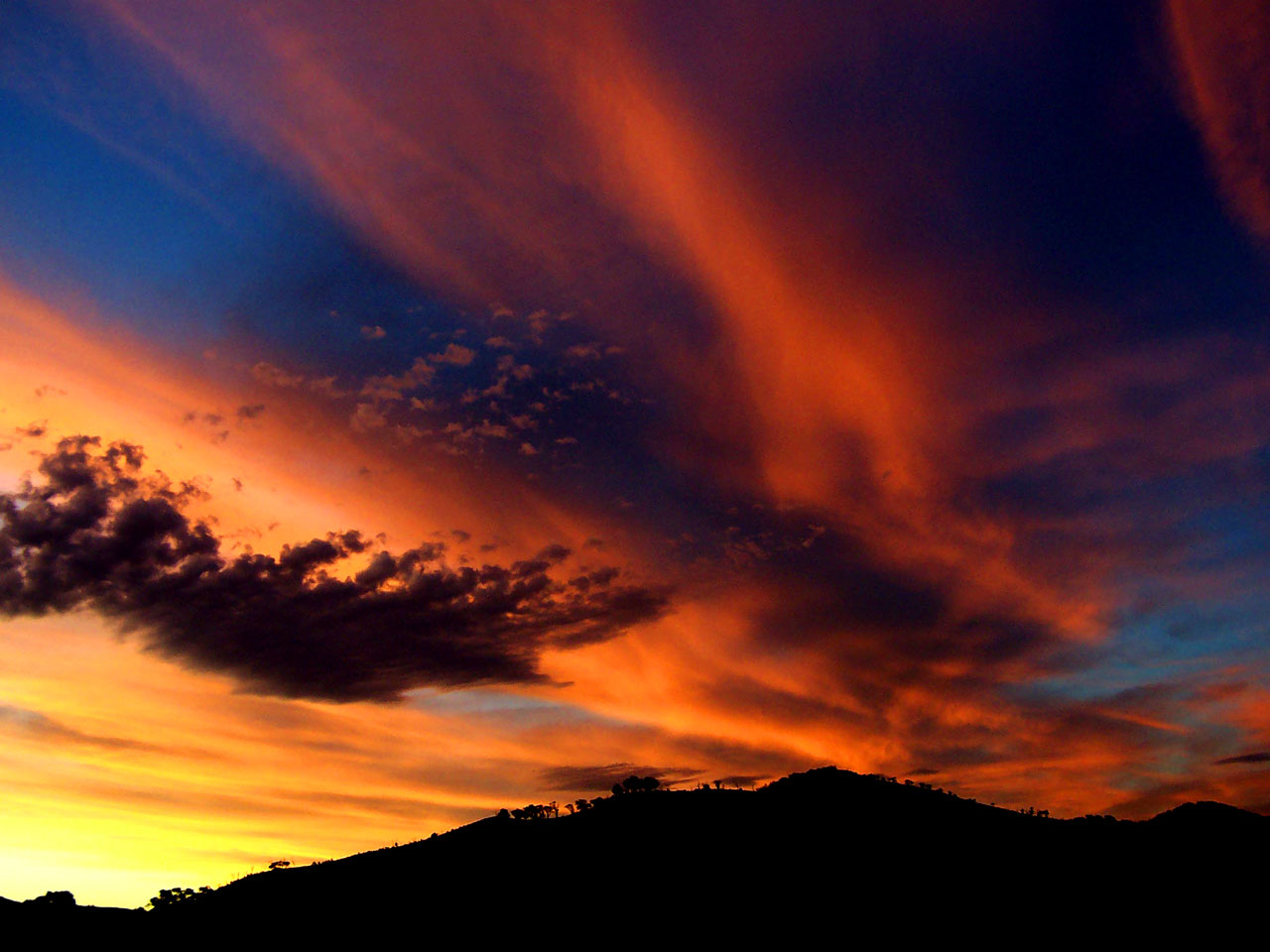
Obloha při západu Slunce

Obloha nebo také nebe (archaicky, knižně a básnicky firmament z lat. firmamentum vzpěra, sloup nebo nebeská klenba)  je ta část zemské atmosféry nebo vesmíru, která je viditelná z povrchu Země (nebo jiné planety). „Firmament” je ta pevná část nebes, která ještě spadá do sféry fyzické, za ním začíná skutečné nebe, sféra nadzemská a božská. Firmament (nebeská klenba) odděluje pozemský svět od světa „vyšší moci”. Někdy se říká, že ptáci a letadla létají na obloze. Přesnější definice je obtížná.

## Denní obloha
Při denním světle je obloha světle modrá, což je důsledkem rozptylu slunečního světla v ní. Nad Zemí není žádný modrý objekt, který bychom viděli. Za slunečného počasí je díky Rayleighovu rozptylu tmavší v zenitu a světlejší na horizontu. Při východu a západu Slunce červená a oranžová.

## Noční obloha
Naopak v noci je atmosféra průhledná a je vidět noční obloha, pokud není zakryta oblaky nebo světelným znečištěním. Na noční obloze je asi dva až tři tisíce nejvíce svítících a proto okem viditelných hvězd, které se jeví jako světelné body na černém pozadí. Tato černota (a tma v noci) navzdory obrovskému množství méně svítících hvězd je staletí zkoumaný tzv. fotometrický paradox. Je to způsobeno tím, že hvězdy jsou ve vesmíru rozmístěny příliš řídce, a navíc světlo z nejvzdálenějších hvězd i tzv. kosmického pozadí má rudým posuvem posunutou vlnovou délku mimo viditelné spektrum a proto ho lidské oko nevidí.
V astronomii se používá výraz nebeská sféra, což je myšlená kulová plocha nad Zemí, po které sezdánlivě pohybují Slunce, hvězdy, planety a měsíce. Nebeská sféra je rozdělena na části nazývané souhvězdí. Jaká část nebeské sféry je viditelná na obloze záleží na zeměpisné šířce pozorovatele a denní době, protože nebeská sféra se otáčí vlivem rotace Země a hvězdy se pohybují podobně jako Slunce.

## Úkazy na obloze
Během dne, pokud není zataženo, je na obloze vidět Slunce. V noci je pak možno na obloze spatřit hvězdy, planety a Měsíc. (Měsíc lze vidět často i ve dne. Některé hvězdy a planety pak za výjimečných podmínek také.) Při svítání a soumraku bývá vidět planeta Venuše, která se označuje poprvé jako Jitřenka, podruhé jako Večernice; někdy jsou vidět ranní nebo večerní červánky (Zora nebo zastarale zoře je slovanské označení jak pro (zejména) Jitřenku, ranní červánky, úsvit, ale i pro večerní červánky a Večernici, bohyně Zora odpovídá římské Auroře. Na obloze je možno spatřit mnoho přírodních jevů jako oblaka, duhu, polární záři nebo blesk.

## Obloha v náboženstvích
Obloha hraje silnou roli v mnoha náboženstvích. Někdy je ztotožňována s nebem – místem posmrtného života, nebo je pokládána za místo, kde sídlí božstva. Pro Číňany se někdy rozdíl mezi nebem a bohem stírá.

### Bohové nebe
- Úranos, Zeus (Řecká mytologie)
- Ouranos, Jupiter (Římská mytologie)
- Ukko (Finská mytologie)
- Nut (Egyptská mytologie)